# 액화천연가스

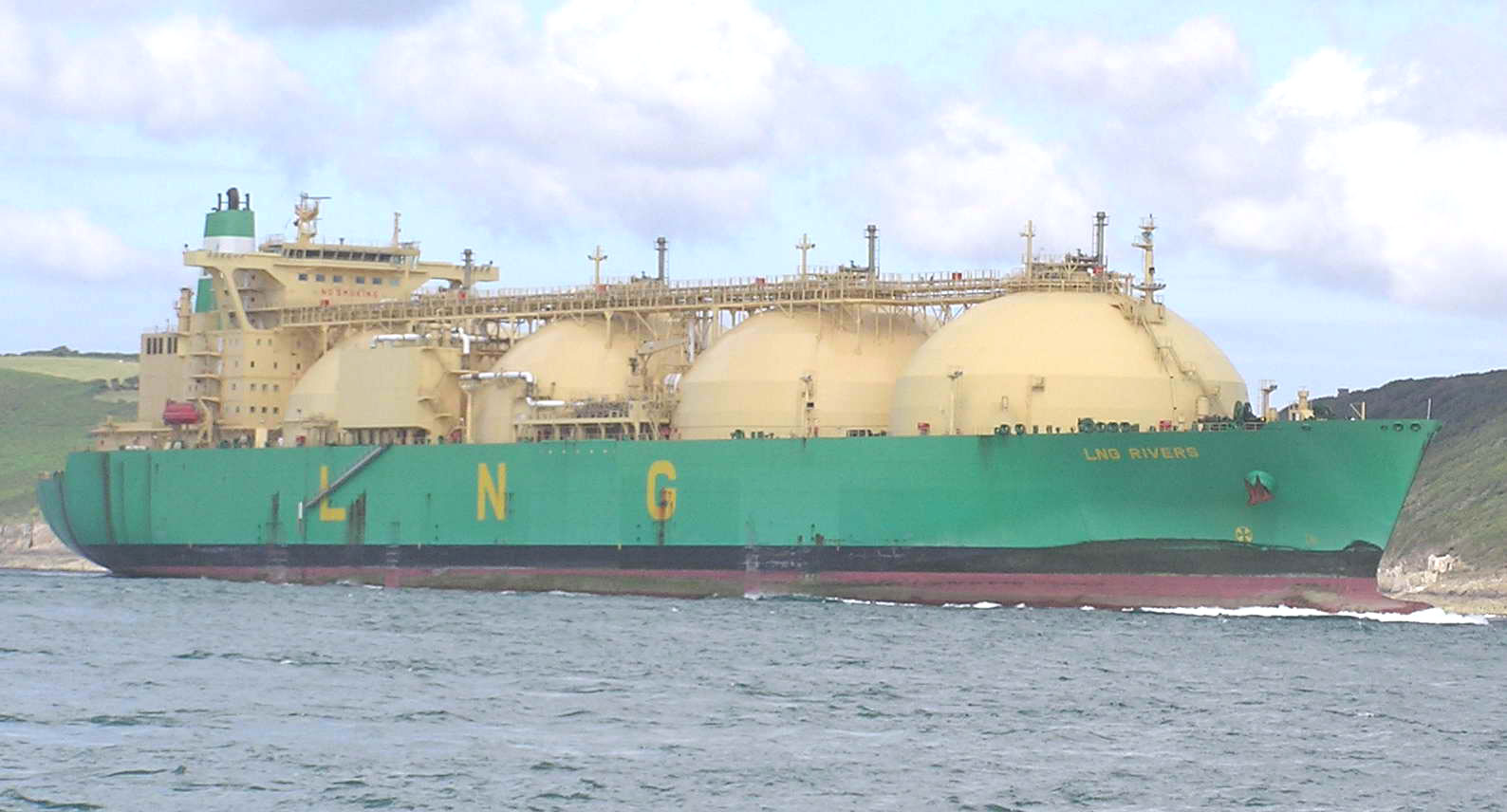
LNG 운반선

액화천연가스(液化天然 - , 영어: liquefied natural gas, LNG)는 천연가스의 주 성분인 메탄을 저장과 운송을 위해 액화시킨 것이다. 액화천연가스는 천연가스 부피의 1/600가량을 차지한다. 무색, 무취, 무독성이며 비부식성이다. 위험 요인으로는 가스상태로 증발하였을 때의 가연성, 냉동, 질식 등을 들 수 있다. 액화 공정에서 먼지, 산성 가스, 헬륨, 물, 중 탄화수소 등의 성분들은 제거한다. 그리고 천연가스는 대기압(최대 전송 압력 설정은 25 kPa(4 psi))에 가깝게 약 -162°C로 냉각하여 액체로 응축한다.
LNG는 CNG보다 더 많이 볼륨을 축소할 수 있어서 LNG의 볼륨에너지밀도는 CNG의 2.4배 이상이고 디젤연료의 60%이다. 이러한 점이 LNG를 파이프라인이 존재하지 않는 원거리 수송에 있어서 비용적으로 효과가 있게 한다. 특별히 설계된 극저온 해상 운송선 LNG 캐리어 또는 극저온 유조선이 수송을 위해 사용된다. LNG는 주로 천연가스를 시장으로 수송하기 위해 사용되며, 파이프라인 천연 가스로 재기화하여 분배한다. CNG를 사용하는 차량을 설계하는 것이 더 일반적이지만, 천연가스 차량이 이용될 수도 있다. 생산의 상대적인 높은 비용과, 비싼 극저온 탱크에 저장해야 하므로 대폭적인 상업적 이용이 저해되고 있다. LNG의 특허는 1914년에 제출되었고, 1917년에 첫 상업적 생산이 있었다.
가스는 먼저 추출하여 처리 공장으로 수송된다. 여기에서는 CO₂, H₂S와 같은 다른 가스들 뿐만 아니라 물, 기름, 진흙 같은 응축물들을 제거하여 정제하게 된다. LNG 공정은 극저온 열교환기에서 알루미늄을 이용하여 수은이 섞이는 것을 방지하기 위하여 가스 스트림으로부터 소량의 수은을 제거하기 위해 특별히 설계된다. 그리고 가스는 다음 단계에서 액화될 때까지 냉각된다. LNG는 저장 탱크에 마침내 저장되고 차량 및 선박에 적하될 수 있다.

## 에너지 밀도와 다른 물리적 특성
발열량은 가스를 액화하는 데 사용되는 공정과, 사용하는 가스원에 따라 달라진다. 발열량의 레인지는 +/-10 ~ 15 퍼센트의 스판 범위를 가질 수 있다. LNG의 고위 발열량의 전형적인 값은 약 50 MJ/kg 또는 21,500 BTU/lb이다. LNG의 저위 발열량의 전형적인 값은 45 MJ/kg 또는 19,350 BTU/lb이다.
다른 연료들과의 비교를 위해, 발열량은 MJ/liter로 표현되는 에너지밀도로 알려진 볼륨당 에너지의 항으로 표현할 수 있다. LNG의 밀도는 대략 0.41 kg/liter ~ 0.5 kg/liter이며, 온도, 압력, 조성에 따라 달라진다. 참고로 물의 밀도는 1 kg/liter이다. 0.45 kg/liter의 중앙값을 이용하면, 전형적인 에너지 밀도값은 22.5 MJ/liter(높은 발열량의 경우) 또는 20.3 MJ/liter(낮은 발열량의 경우)이다.
(볼륨에 기초한) LNG의 에너지밀도는 CNG보다 대략 2.4배 커서 LNG의 형태로 배로 천연가스를 수송하는 것이 경제적이다. LNG의 에너지밀도는 프로판과 에탄올에 필적하지만, 가솔린의 70%, 디젤의 60%이다.

## 생산
LNG 플랜트로 천연가스를 공급하여 물, 황화수소, 이산화탄소와 기타 성분들을 제거하는 처리를 한다. 이것들은 저장에 필요한 낮은 온도 이하에서 동결하거나 액화 설비를 파괴하게 하는 것들이다. LNG는 일반적으로 90% 이상의 메탄을 함유하고 있다. 또한 소량의 에탄, 프로판, 부탄, 약간의 중 알칸, 질소를 함유하고 있다. 거의 100% 메탄을 얻기 위해 정제 프로세스가 설계된다. LNG의 위험 중의 하나는 급격한 상변화(Rapid phase transition: RPT)에 의한 폭발이며, 이것은 차가운 LNG가 물과 접촉할 때 발생한다.
LNG 생산과 수송에 필요한 가장 중요한 기반시설은 하나 또는 그 이상의 LNG train(액화 및 정제 시설)으로 구성된 LNG 플랜트이다. 각각의 LNG train은 가스 액화를 위한 독립적인 유니트이다. 현재 운용중인 가장 큰 LNG train은 카타르에 있다. 최근까지 Trinidad와 Tobago에 있는 Atlantic LNG의 Train 4였는데 이것은 5.2 million metric ton per annum(mmtpa)이고, 다음으로 이집트에 있는 SEGAS LNG가 5 mmtpa로 뒤따르고 있었다. Qatargas II 플랜트는 두 개 train의 각각에 대해서 7.8 mmtpa의 생산용량을 가진다. LNG는 선박에 적재되고 재기화 터미널로 운반된다. 거기에서 가스로 변환되어 팽창하게 된다. 재기화 터미널은 일반적으로 로컬 분배 회사(Local distribution companies: LDCs) 또는 독립적인 전력 플랜트(Independent power plants: IPPs)에 천연가스를 분해하기 위한 저장 및 파이프라인 분배 네트워크에 연결된다.

### 세계 총 생산량(World total production)
| 연도 | 생산량 (Mtpa) | 설명 |
| ---- | ------------- | ---- |
| 1990 | 50            |      |
| 2002 | 130           |      |
| 2007 | 160           |      |

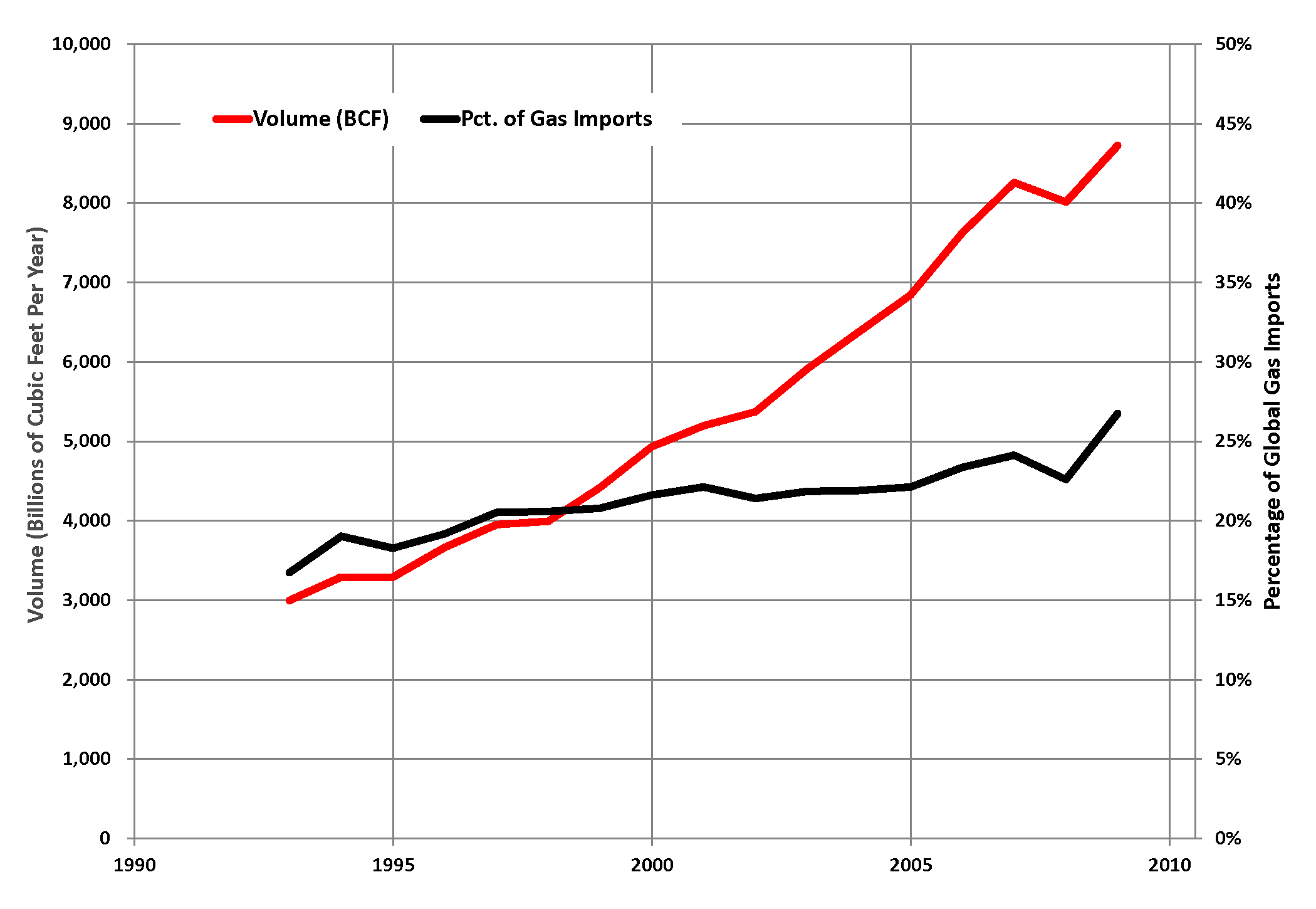
세계적인 LNG 수입 곡선. 적색은 볼륨을 나타내며, 흑색은 천연가스 수입의 퍼센트를 나타낸다.(US EIA data)

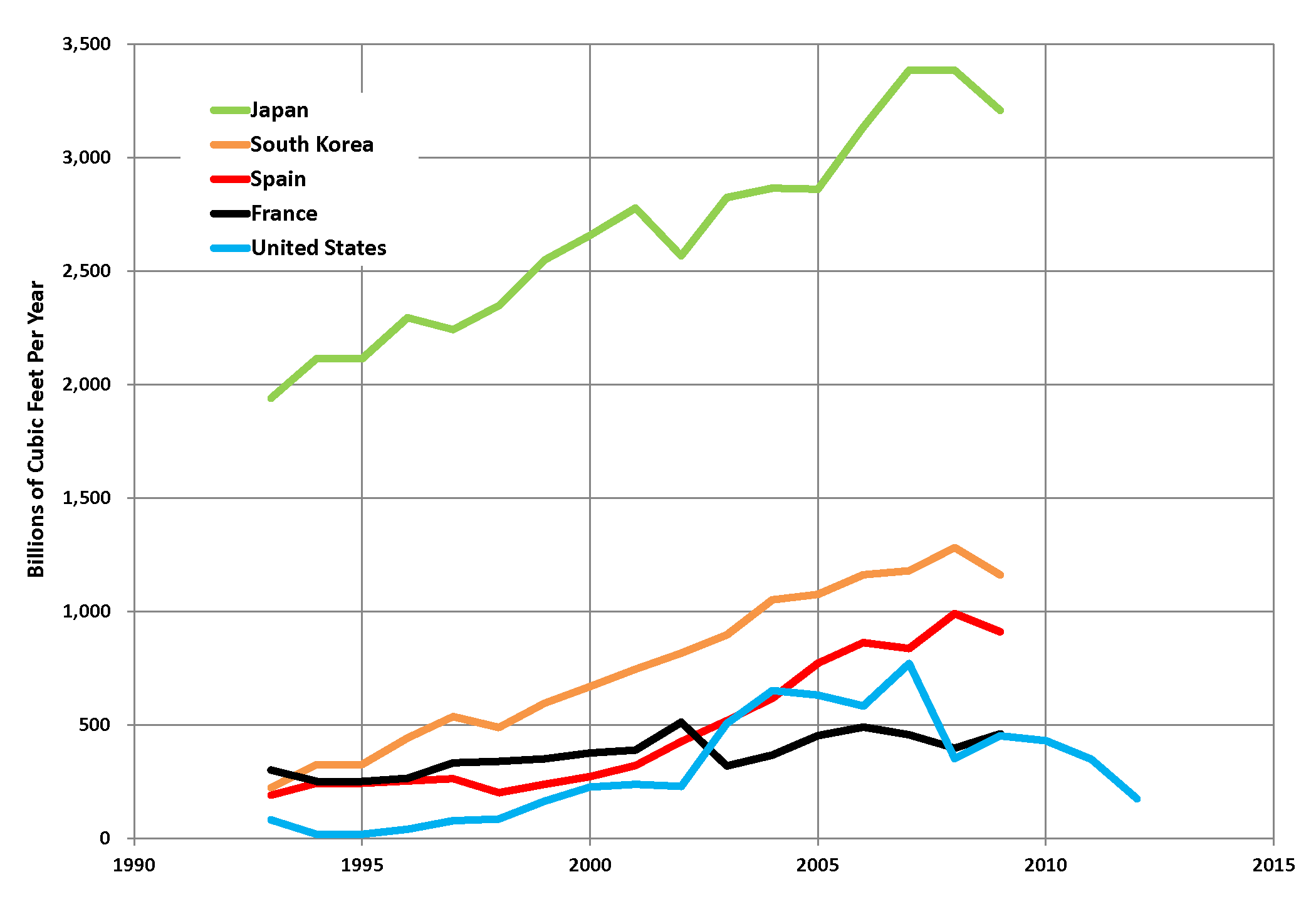
LNG 수입 국가 중 상위 5개국의 추이.(2009 US EIA data)

LNG 산업은 지난 반세기 동안 서서히 발전되어 왔다. 왜냐하면 대부분의 LNG 플랜트는 파이프라인이 공급되지 못하는 원격지에 위치해있고, LNG 수송과 처리의 막대한 비용 때문이었다. LNG 플랜트의 건설 비용은 최소 1 mmta 용량 당 15억$이며, 수용할 수 있는 터미널은 1 bcf/day 처리용량당 10억$이다. LNG 용기는 2억$ ~ 3억$에 달한다.
2000년대 초반에 새로운 기술이 등장함에 따라 LNG 플랜트, 수용 터미널, 저장용기를 제작하는 비용이 떨어졌고, 액화 및 재기화에 더 많이 투자하게 되었다. 이러한 움직임은 LNG를 에너지 분배의 수단으로 더욱 경쟁력이 있게 만들었다. 하지만 지난 몇 년 동안에는 재료가격의 상승과 건설 계약의 수요는 가격 상승 압력을 받아오고 있다. 유럽과 일본의 조선소에서 건조되는 LNG 용기는 125,000 cubic meter 짜리 표준 가격이 USD 250 million 이었다. 한국과 중국의 조선소가 이 경쟁에 뛰어들었고, 경쟁은 이익 마진을 감소시키고, 효율을 증가시켰다. 가격은 60%까지 떨어졌다. US 달러로 비용은 세계 최대의 조선소의 환율차(일본은 엔화, 한국은 원화)로 인해 또 떨어졌다.
2004년 이후, 많은 발주가 조선소로 이루어져 가격이 상승하고 선박의 가격도 올라갔다. LNG 액화 플랜트의 톤당 건설비는 1970년대부터 1990년대까지 천천히 떨어졌다. 비용은 약 35%까지 감소되었다. 하지만, 최근에 액화 및 재기화 터미널의 건설 비용은 두 배로 되었는데, 이것은 재료비용의 상승과 숙련된 노동자, 전문 엔지니어, 설계자, 관리자 및 화이트칼라 종사자의 부족 때문이다.
에너지 부족의 관점 때문에, 많은 새로운 LNG 터미널이 미국에서 고려되고 있다. 이런 시설에 대한 안정성에 대한 관심은 몇몇 지역에서 논란이 되었다. 그러한 지역 중 하나는 Connecticut와 Long Island 사이의 Long Island 만이다. Broadwater Energy, TransCanada Corp., Shell은 LNG 터미널을 뉴욕 사이드의 만에 건설하기를 희망하고 있다. Suffolk County Executive를 포함하는 지역 정치인들은 터미널에 대해 문제를 제기하였다. 2005년에 뉴욕 상원의원 Chuck Schumer 와 Hillary Clinton도 그 프로젝트에 반대를 표명하였다. 몇몇 터미널은 메인(Maine) 주의 해안이 높은 수준의 저항과 문제들에 직면하였다. 9월 13일 US Department of Energy는 Dominion Cove Point의 7700 million cubic feet per day의 LNG를 미국과 자유 무역 협정을 맺지 않는 나라에 수출하는 지원서에 승인하였다. 다른 LNG 터미널은 현재 Elba Island, Ga에 대해 제안되고 있다. 미국 Gulf 해안 지역에서의 세 개의 LNG 수출 터미널에 대한 계획이 또한 조건부 연방 승인으로 받아들여졌다. 캐나다에서는 LNG 수출 터미널이 Guysborough, Nova Scotia 인근에서 건설 중이다.

## 상업적 측면
LNG 가치사슬의 상업적인 개발에 있어서, LNG 공급자는 먼저 하위 수요자에게 판매를 확신시켜야 하며, 긴 기간 동안 (일반적으로 20~25년)의 계약을 맺게 된다. 수요자가 이를 수용하고 미개척 프로젝트가 실현이 가능하다고 간주될 때에 비로소 LNG 프로젝트의 스폰서들이 개발과 운용에 투자를 할 수 있게 된다. 따라서 LNG 액화 사업은 강력한 재정적 정치적 자원을 가진 플레이어에 한정되어 왔다. 주요한 국제 오일 회사(IOCs)로는 ExxonMobil, Royal Dutch Shell, BP, BG Group, Chevron를 들 수 있고 Pertamina와 Petronas와 같은 국영 오일 회사(NOCs)가 실제적인 플레이어들이다.
LNG는 선박으로 특별히 제작되어서 세계를 항해하게 된다. LNG의 무역은 공급자와 수용 터미널 간의 SPA(sale and purchase agreement)에 싸인을 함으로써, 그리고 수용 터미널과 최종 사용자 간의 GSA(gas sale agreement)에 싸인을 함으로써 완료된다. 대부분의 계약 조건들은 가스의 수송에 대해 판매자 책임을 포함하는 DES 또는 ex ship을 이용한다. 낮은 선박 건조 비용과 더불어, 구매자들은 신뢰할 수 있고 안정적인 공급을 보장받는 것을 선호한다. 그러나 FOB의 조건을 가진 계약이 증가하였다. 그러한 조건 하에 종종 선박을 보유하거나 독립적인 캐리어를 장기간 전세 계약한 구매자는 수송에 대해 책임을 지게 된다.
LNG 구매 계약은 가격과 볼륨 모두에 있어서 상대적으로 거의 유연성이 없는 긴 기간 동안에 대해 하게 된다. 만일 연간 계약 물량이 확정되면, 구매자는 제품에 대한 수령 및 지불을 의무적으로 해야 한다. 또는 수령하지 않더라도 지불해야만 한다. 이것은 take-or-pay contract(TOP)의 법적 의무로 일컬어진다.
1990년대 중반에 LNG는 구매자의 마켓이었다. 구매자의 요구에 따라 SPAs는 볼륨과 가격에서의 약간의 유연성을 가지기 시작했다. 구매자는 TOP, 효력을 가지는 16년 이하의 단기간 SPAs에서 보다 많은 상위 및 하위의 유연성을 가졌다. 동시에 화물에 대한 대체 목적지, 차익 거래가 허용되었다. 21세기를 맞이하면서 시장은 판매자 위주가 되었다. 그러나 판매자는 보다 복잡하게 되었고, 차익거래 기회를 공유하는 제안을 하며, S-커브 가격으로부터 떠나고 있다. OPEC에 상응하는 천연가스의 OGEC의 탄생에 관한 많은 토론도 있어 왔다. 가장 큰 그리고 세번째로 큰 가스를 저장하고 있는 러시아와 카타르는 마침내 그러한 움직임을 지지하였다.
2003년까지 LNG 가격은 오일 가격에 비슷하게 따랐다. 그 이후로 LNG와 오일 간의 연결이 여전히 강력한 데도 불구하고, 유럽과 일본에서의 LNG 가격은 오일 가격보다 낮아졌다. 반면에 미국과 영국에서의 가격은 최근에 급등했다. 그리고 공급과 저장에서의 변화의 결과로 떨어졌다.
1990년대와 2000년대 초반에 시장은 구매자로 옮겨 갔다. 하지만 2003년과 2004년 이후 가격에 대한 최선의 평가치로서 넷백(net-back) 방식으로 이루어진 강력한 판매자 마켓이 되었다. 미국에서의 비전통적인 오일 및 가스의 현재의 급등은 미국에서의 더 낮은 가스 가격을 초래하였다. 이것은 Henry Hub index에 기초하여 가스를 수입하기 위한 아시아의 오일관련 가스 시장에서의 토론을 이끌었다. 밴쿠버에서의 최근의 높은 수준의 컨퍼런스, Pacific Energy Summit 2013은 아시아와 미국으로부터의 수출을 위한 이들 지역 간의 LNG 무역 관련하여 토론을 위해 정책 입안자들을 소집하였다. 인도, 일본, 한국, 대만, 중국, 그리스, 벨기에, 스페인, 이탈리아, 프랑스, 영국, 미국, 칠레, 도미니크 공화국 및 다른 여러 나라를 포함하는 약 18개국에 존재하는 수용 터미널이 존재한다. 아르헨티나, 브라질, 우루과이, 캐나다, 우크라이나 등의 나라에서 새로운 수용(gasificaiton) 터미널을 건설할 계획을 가지고 있다.

## 무역
1970년에 전세계 LNG 무역은 3 billiion cubic meter(bcm)이었다.
2011년에는 331 bcm 이었다.
2004년에 LNG는 세계 천연가스 수요의 7%로 파악되었다. LNG의 전세계 무역은 1995년부터 2005년까지 10년간 연간 7.4%의 비율로 증가하였으며, 성장을 계속적으로 유지할 것으로 전망된다. LNG 무역은 2005년부터 2020년까지 연간 6.7%로 증가할 것으로 전망된다.
1990년대 중반까지, LNG 수요는 북동 아시아(한국, 대만, 일본)에 현저하게 집중되었다. 동시에 Pacific Basin supplies는 세계 LNG 무역을 지배하였다. 전력 생산을 위해 천연가스 발화가 조합된 사이클 발생 유닛을 사용하는 전 지구적인 장점은 LNG에 대한 지역 마켓을 지속적으로 확대하는, 높아지는 수요를 만족하기 위한 북미와 북해 가스 고급의 불안정성과 연결되었다. 이것은 무역에서의 새로운 Atlantic Basin 과 중동 공급자를 있게 하였다.
2011년 말에 18개의 LNG 수출국, 25개의 LNG 수입국이 있었다. 2011년의 3대 LNG 수출국은 카타르(75.5 MT), 말레이시아(25 MT), 인도네시아(21.4 MT)이었다. 2011년의 3대 LNG 수입국은 일본(78.8 MT), 대한민국(35 MT), 영국(18.6 MT) 이었다.
LNG 무역 볼륨은 2005년 140 MT에서 2006년 158 MT, 2007년 165 MT, 2008년 172 MT로 증가하였다. 2009년에는 약 200 MT, 2012년에는 300 MT로 증가할 것으로 예상되었다. 다음 몇 년 동안에 LNG 무역의 볼륨에 현저한 증가가 있을 것이다. 약 82 MTPA의 새로운 LNG 공급이 2009년과 2011년 사이에 시장에 나타날 것이다. 예를 들어, 2009년에 다음의 6개의 새로운 플랜트로부터의 약 59 MTPA의 새로운 LNG 공급이 시장에 나타난다.
- Northwest Shelf Train 5: 4.4 MTPA
- Sakhalin II: 9.6 MTPA
- Yemen LNG: 6.7 MTPA
- Tangguh: 7.6 MTPA
- Qatargas: 15.6 MTPA
- Rasgas Qatar: 15.6 MTPA

2006년에 카타르는 LNG 최대 수출국이 되었다. 2012년에 카타르는 세계 LNG 수출의 25%를 공급원이다.
미국 수출 시설 투자는 2013년까지 증가되었다. 이러한 플랜트는 Sempra Energy에 의해 Hackberry, Louisiana에 지어졌다. 이들 투자는 미국에서의 셰일가스 생산의 증가, 미국의 천연가스 가격과 유럽 및 아시아의 큰 가격의 차이에 따라 박차가 가해졌다. 그러나, 일반적인 수출은 아직 미국 Department of Energy의 승인을 얻지 못하고 있는데 미국은 최근에 수입국으로부터 자급자족의 상태로 옮아갔기 때문이다. 미국의 수출이 승인이 될 때, 아시아에서의 LNG의 대량의 수요가 미국의 공급증가에 따른 가격 하락을 완화할 것으로 예상한다.

### 수입
1964년에 영국과 프랑스는 에너지의 새로운 기원을 목격하고 알제리로부터 가스를 사는 LNG 무역을 했다. 오늘날 19개의 나라만이 LNG를 수출한다. 원유 시장과 비교할 때 천연가스 시장은 원유 시장의 약 60%이다. LNG는 작지만 급격하게 성장하고 있는 부문이다. 이러한 성장의 대부분은 깨끗한 연료와 오일의 높은 가격에 기인하는 대체 효과에 대한 수요에 의한다.
대한민국, 일본, 스페인, 프랑스, 이탈리아, 대만은 에너지 부족으로 대량의 LNG를 수입한다. 2005년에 일본은 58.6 million ton을 수입하여 세계 LNG 무역의 약 30%를 차지했다. 같은 해에 대한민국은 22.1 million ton을 수입하였다.
2004년에 대만은 6.8 million ton을 수입하였다. 이들 3대 주요 구매처는 세계 LNG 수요의 약 2/3를 구매한다. 추가적으로 스페인은 2006년에 8.2 mmtpa가량 수입하여 3번째 큰 수입국이 되었다. 프랑스 또한 스페인과 비슷한 양을 수입하였다. 2011년 3월 후쿠시마 다이이치 원전사고(Fukushima Daiichi nuclear disaster)로 일본은 전체의 1/3에 해당하는 주요 수입국이 되었다. 유럽 LNG 수입은 2012년 30% 떨어졌고, 2013년에는 남미와 아시아 수입국가들이 더 많은 비용을 지불함에 따라서 24%로 더 떨어질 전망이다.

### 화물 목적지 변경
LNG SPAs에 기초해서 LNG는 사전에 승인된 목적지로 예정된다. LNG의 목적지 변경은 허용되지 않는다. 그러나 만일 판매자와 구매자가 상호 협약을 맺으면 화물의 목적지 변경이 허용된다. 이것은 목적지 변경에 따라 발생하는 추가 이익을 서로 나누는 조건이 된다. 유럽연합과 다른 어떤 사법권에서는 LNG SPAs에서의 이익 공유 조항을 적용하는 것을 허용하지 않는다.

### LNG 플랜트의 비용
오랜 기간 동안 액화 플랜트 및 탱커의 설계 개선은 비용절감의 효과를 가져왔다.
1980년대에 LNG 액화 플랜트를 구축하는 비용은 tpa(tonne per year) 당 350$이었다. 2000년대에는 $200/tpa였다. 2012년에 그 비용은 $1,000/tpa 로 높아졌다. 이것은 부분적으로 철 가격이 증가하였기 때문이다. 2003년에는 미래로 지속하는 ‘학습효과’를 취하는 것이 일반적이었다. 하지만 LNG에 대해 서서히 떨어지는 가격의 이러한 인식은 지난 몇 년 동안 신경 써지지 않아왔다. 미개척의 LNG 프로젝트의 건설비용은 2004년부터 이후까지 치솟기 시작했고, 용량의 연간 톤당 $400에서 2008년에는 용량의 연간 톤당 $1,000 로 증가하였다.
LNG 산업에서의 치솟는 가격의 주요 이유는 다음과 같이 기술될 수 있다.
1. 특별히 높은 수준의 진행중인 세계적인 석유프로젝트의 결과로 인한 EPC 계약자의 낮은 가용성
2. 원자재에 대한 수요 급증의 결과로 높은 원료 비용
3. LNG 산업에서의 기술 및 경험이 있는 인력의 부족
4. 달러의 평가절하
2007~2008년의 글로벌 금융 위기는 원재료와 장비 가격의 일반적인 감소를 가져왔고 LNG 플랜트의 건설비용을 다소 줄일 수 있었다. 그러나 2012년 LNG 시장에 대한 재료와 인력에 대한 수요가 증가하여 기준 이상이 되었다.

#### 소규모 액화 플랜트
소규모 액화 플랜트는 그것이 사용되는 지역에 가깝게 LNG 생산이 가능하도록 하는 장점이 있다. 이러한 근접성은 LNG 수송과 제품 비용을 감소시킨다. 또한 장시간의 수송 중에 발생하는 추가적인 온실가스 배출을 방지한다. 소규모 LNG 플랜트는 발생할 수 있는 지역적인 천연가스 비상 저장(peakshaving)이 가능하여, 높고 낮은 주기의 수요 동안에 천연가스의 가용성에 균형을 맞출 수 있다. 또한 지역의 공급 시스템에 설치하고 저장된 LNG를 위한 천연가스 파이프라인이 필요하지 않다.

## LNG 가격
현재의 LNG 계약에서는 3 가지 주요한 가격 시스템이 있다.
1) 일본, 한국, 대만, 중국에서 기본적으로 사용되는 Oil indexed contract
2) 유럽 대륙에서 주로 사용하는 오일, 오일제품 및 다른 에너지 운반선 indexed contract
3) 미국 및 영국에서 사용되는 Market indexed contract
Indexed Price에 대한 공식은 다음과 같다.
CP = BP + βX
- BP: 기본 가격 또는 일정한 부분
- β: 기울기
- X: indexation (물가의 연동)

공식은 Asian LNG SPAs에서 널리 사용되었다. 기본 가격(base price)는 다양한 비오일 요소들(non-oil factors)들을 대표하는 항을 나타내며 일반적으로 협상에 따라 정해지며 LNG 가격이 일정한 수준 이하로 떨어지는 것을 막는다. 따라서 오일 가격 변동과 관계없이 변한다.

### Oil parity
오일 패리티는 오일과 동등한 기준의 배럴로서 원유의 가격(Barrel of oil equivalent basis)에 해당하는 LNG 가격이다. 만일 LNG 가격이 BOE 항목으로 원유의 가격을 초과한다면 그 상황은 broken oil parity(브로큰 오일 패리티)라고 불린다. 0.1724의 계수는 full oil parity를 초래한다. 대부분의 경우에 LNG의 가격은 BOE 항에 있어서 원유의 가격보다 낮다. 특별히 동아시아에서 2009년에 몇몇 부분적인 화물 거래에 있어서 오일 패리티는 full oil parity에 근접했거나 심지어 oil parity를 넘어섰다.

### S-curve
많은 공식들은 S-curve를 포함한다. 가격 공식은 오일 가격과 다르며, 구매자에게 높은 오일가격, 판매자에게 낮은 오일가격의 충격을 줄인다.

#### JCC와 ICP (JCC and ICP)
대부분의 동아시아 LNG 계약에서, 가격공식은 Japan Crude Cocktail(JCC)라고 불리는 일본으로 수출되는 한 바스켓의 crude로 인덱스가 된다. 인도네시아 LNG 계약에서는 가격 공식이 Indonesian Crude Price(ICP)와 연결된다.

#### Brent and other energy carriers
유럽대륙에서 가격 공식 indexation은 같은 형식을 따르지 않으며 계약마다 달라진다. 브렌트 원유가격(Brent crude price: B), 중유 가격(Heavy Fuel Oil price: HFO), 경유가격(Light Fuel Oil price: LFO), 가스오일 가격(Gas Oil price: GO), 석탄가격, 전기 가격과 일부의 경우에 있어서 소비자와 생산자 가격 indexs는 가격공식의 연동(indexation) 요소들이다.

### Price review
보통은 당사자들이 LNG SPAs에서의 가격조정 또는 가격 재개를 촉발할 수 있는 조항들이 존재한다. 어떤 계약에서는 가격개정을 촉발하기 위한 두 가지 옵션이 존재한다. 일반적인 경우와 특별한 경우이다. 일반적인 경우는 가격 검토의 목적으로 LNG SPAs에서 승인되고 정의되는 날짜에 하게 된다.

## Quality of LNG
LNG 품질은 LNG 비지니스에서 가장 중요한 이슈 중의 하나이다. 판매 및 구매 협정에 있어서 만족스러운 사양에 못 미치는 가스는 “off-specification”(off-spec) 또는 “off-quality” 가스 또는 LNG로 간주된다. 품질 규정은 3 가지 목적을 규정한다.
1. 분배되는 가스가 비부식 및 비독성임을 보장하기 위하여 황화수소(H2S), 총 유황(total sulphur), 이산화탄소(CO2) 및 수은(Hg) 성분에 대하여 상한치 이하일 것
2. 최대의 물 및 탄화수소 이슬점을 통하여, 네트워크에서 액체 또는 하이드레이트의 형성을 방지할 것.
3. 불활성 가스, 발열량, Wobbe index, 그을음 지수(Soot Index), 불완전 연소 요소(Incomplete Combustion Factor), Yellow Tip Index 등등 연소에 영향을 미치는 파라미터들의 변동 범위에 대한 제약을 통하여 공급되는 가스의 상호교환이 가능할 것
off-spec 가스 또는 LNG의 경우에 구매자는 LNG 가스를 받는 것을 거절할 수 있으며, 판매자는 off-spec 가스량에 따라 손해보상을 지불해야 한다.
가스 또는 LNG의 품질은 가스 크로마토그래프와 같은 계기를 사용하여 배송 지점에서 계측된다. 가장 중요한 가스품질 사항은 유황과 수은 성분, 그리고 발열량을 포함한다. 유황과 수은 성분에 있어서의 액화 시설의 감도 때문에, 액화 프로세스로 들어가는 가스는 정확하게 정제되고 테스트되어서 이들 두 가지 성분의 최소한의 농도만 허용하므로 이들에 대한 큰 문제는 없다. 그러나 주요한 문제는 가스의 발열량이다. 일반적으로 천연가스시장은 발열량의 항목에 있어서 3 가지 시장으로 나뉜다.
1. 아시아(일본, 한국, 대만)는 분배되는 가스는 리치(rich) 가스이다.(액화하기 쉬운 가스를 다량으로 함유). GCV는 43 MJ/m3(n) 이상이다. 예를 들어 1,090 Btu/scf.
2. 영국과 미국은 분배되는 가스가 린(lean) 가스이다. 보통 GCV는 42 MJ/m3(n) 이하이다. 예를 들어 1,065 Btu/scf.
3. 유럽 대륙은 허용되는 GCV 범위가 꽤 넓다. 약 39 ~ 46 MJ/m3(n)이다. 예를 들어 990 ~ 1,160 Btu/scf.
생산한 LNG의 발열량을 원하는 레벨로 바꾸는 몇 가지 방법들이 있다. 발열량을 높이기 위해 프로판과 부탄을 주입하는 것이 한 방법이다. 발열량을 줄이려면, 질소를 주입하고, 부탄과 프로판을 추출하는 방법이 있다. 가스 또는 LNG를 혼합하는 것도 하나의 방법이 될 수 있다. 그러나 이론적으로 가능한 이들 방법 모두는 비용이나 물류의 문제로 대규모로 취급하기가 어렵다.

## 액화 기술
현재적으로는 4 가지 액화 프로세스가 있다.
1. C3MR (때때로 APCI로 불린다.): Air Product & Chemicals Incorporation에 의해 설계되었다.
2. Cascade: ConocoPhilips에 의해 설계되었다.
3. Shell DMR
2012년 말경에는 297.2 MMTPA의 총 용량을 가지는 스트림 상의 100개의 액화 트레인이 있을 것으로 예상되었다. 이러한 트래인의 대부분은 액화 프로세스로 APCI 또는 Cascade 기술을 사용한다. 소수의 몇몇 액화 플랜트에서 사용되는 프로세스에는 Shell의 DMR(double-mixed refrigerant) 기술과 Linde 기술이 포함된다.
APCI 기술은 LNG 플랜트에서 가장 많이 사용되는 액화 프로세스이다. 100 대의 액화 트래인 온스트림 또는 건설중인 것 중에서 243MMTPA 총용량을 가지는 86개 트레인들이 APCI 프로세스에 기초하여 설계되었다. Philips Cascade 프로세스는 두 번째로 가장 많이 사용되며, 36.16 MMTPA의 총용량을 가지는 10개의 트래인들에서 이용되었다. Shell DMR 프로세스는 13.9 MMTPA 총용량의 3개의 트래인들에서 사용되었다. 마지막으로 Linde/Statoil 프로세스는 Snohvit 4.2 MMTPA 싱글 트레인에서 사용되었다.
플로팅 LNG(FLNG) 시설은 해양 가스전 위에 떠서 LNG(LPG와 응축도 가능)를 생산하고, 액화하고, 저장하고 캐리어가 시장으로 직접 보내기 전에 해상에서 전달하게 된다. 첫 FLNG 시설은 Shell에 의해 개발하는 중이며, 2017년경에 완성된다.

### 저장

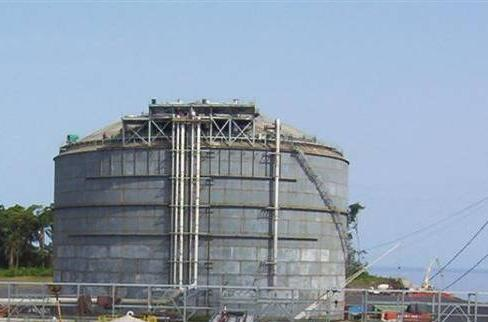
LNG storage tank at EG LNG

현대의 LNG 저장 탱크는 완전 밀폐형이며, 벽 사이로 매우 효율적인 단열재를 포함하고 있으며 철근 콘크리트 외벽과 고 니켈 강철 내부 탱크(high-nickel steel inner tank)로 되어 있다. 큰 탱크는 낮은 종횡비(높이 대 폭)와 돔형 강철 또는 콘크리트 지붕을 지닌 원통형이다. 이들 탱크에서의 저장 압력은 매우 낮아 10 kPa(1.45 psig, 0.1bar)이하이다. 때때로 더 비싼 지하탱크가 저장을 위해 사용된다. 더 작은 양(말하자면 700m3 (190,000 US gallons) 이나 그 이하)은 수평 또는 수직으로, 진공 외피로 된 압력 용기에 저장될 수 있다. 이들 탱크는 50 kPa부터 1,700 kPa(7 psig ~ 250 psig) 이하의 압력이 될 수 있다.
LNG는 압력에 관계없이 액체로 남아 있도록 하기 위해서는 차갑게 유지해야 한다. 효율적인 단열에도 불구하고 LNG 속으로 약간의 열누설(heat leakage)이 불가피하게 발생하고 결과적으로 LNG의 기화가 발생한다. 이 증발 가스는 LNG를 차갑게 유지하는 역할을 한다. 증발 가스는 일반적으로 압축되어 천연가스로 배출되거나 저장소로 재액화하여 반환된다.

### 수송

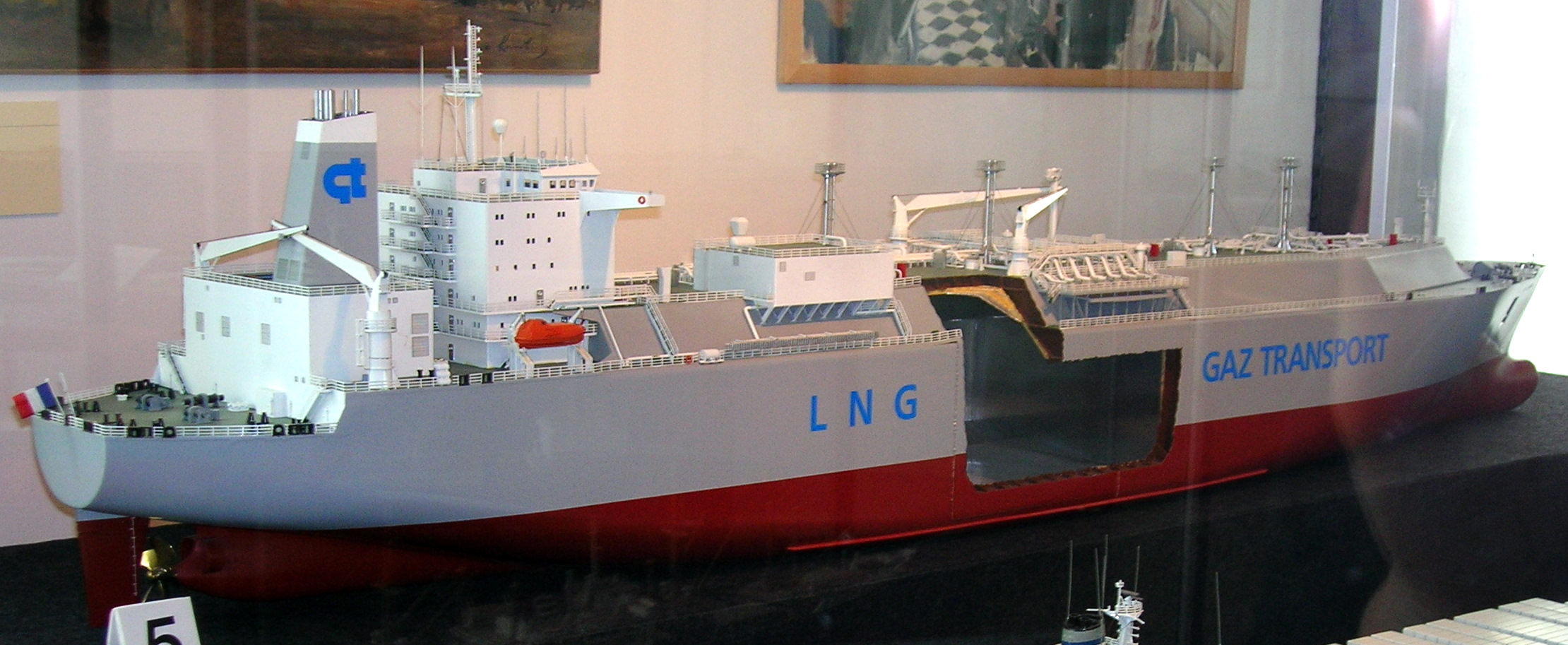
Tanker LNG Rivers, LNG capacity of 135,000 cubic meters

LNG는 화물시스템이 손상이나 누설이 되지 않도록 하는 이중 선체(double hull)로 특별하게 설계된 배로 수송된다. 몇 가지 특별한 누설 테스트 방법이 LNG 선박의 멤브레인 화물 탱크의 무결점 테스트를 위해 사용될 수 있다. 탱커의 가격은 약 USD 200 millon 정도이다. 수송과 공급은 가스 비지니스의 중요한 측면이다. 왜냐하면 천연가스 비축은 보통은 소비자 시장과는 일반적으로 매우 떨어져 있다. 천연가스는 오일보다 훨씬 더 큰 볼륨이며, 대부분의 가스는 파이프라인을 통하여 수송된다. 이전의 Soviet Union, 유럽 및 북미에서는 천연가스 파이프라인 네트워크가 있다. 천연가스는 더 높은 압력에서도 덜 조밀하다. 천연가스는 고압 파이프라인을 통하여 오일보다 훨씬 빨리 이동하지만 낮은 밀도로 인해 하루당 에너지의 양의 5분의 1만 전송할 수 있다. 천연가스는 선적하기 전에 파이프라인 끝에서 보통 LNG로 액화된다.
LNG 선박으로부터 육상의 저장소로 화물을 이동하기 위해 짧은 LNG 파이프라인을 사용할 수 있다. 긴 파이프라인은 선박이 항만 시설로부터 더 먼 거리에서 LNG를 하역하도록 개발 중에 있다. 이것은 LNG를 차갑게 유지하기 위한 조건 때문에 파이프 기술상의 파이프가 필요하다.
LNG는 탱커 트럭, 철도 탱커, LNG 캐리어로 알려진 목적선으로 수송된다. LNG는 때때로 탱커의 용량을 증가시키기 위해 극저온으로 유지된다. 첫 상업용 ship-to-ship transfer(STS)는 2007년에 Scapa Flow에 있는 Flotta Facility에서 선박 Excalibur 와 Excelsior 간의 LNG 132,000 m3 로 수행되었다. 이송은 멕시코의 걸프에서 Belgian gas tanker owner인 Exmar Shipmanagement에 의해서도 수행되었는데 기존의 LNG 캐리어에서 LNGRV(regasification vessel) 선박으로의 이송이 포함되어 있다. 상업적인 경험 이전에 LNG는 필요에 따라 오로지 특수한 경우에만 선박 간에 이송되었다.

#### 터미널
액화 천연가스는 종종 바다와 같이 장거리에 대해 천연가스를 이송하는 데 사용된다. 많은 경우에 LNG 터미널은 오로지 LNG를 수출, 수입하기 위해 특별히 만들어진 항구이다.

### 냉장
단열재는 LNG를 충분하게 차갑게 유지할 수 없다. 필연적으로 열누설이 LNG를 데우고 증기를 만들게 된다. 업계의 관행은 LNG를 끓는 극저온으로 저장하는 것이다. 즉, 액체는 그것이 저장되는 압력(대기압)에 대해서 끓는점으로 저장된다. 증기가 끓고, 상변화에 대한 열이 액체로 남아 있도록 차갑게 한다. 절연은 매우 효율적이기 때문에 상대적으로 소량의 기화만으로도 온도를 유지할 수 있다. 이 현상은 auto-refrigeration 이라고도 불린다. 육상 기반의 LNG 저장 탱크에서의 기화 가스는 보통은 압축되어 천연가스 파이프라인 네트워크로 공급된다. 몇몇 LNG 캐리어는 기화 가스를 연료로 사용한다.

## 환경적인 영향
천연가스는 최선의 친환경 화석 연료로 여겨진다. 왜냐하면 에너지의 단위 당 CO₂ 배출이 최소이며, 높은 효율로 combined cycle power station에 이용되는 데 적합하기 때문이다. 동등한 양의 열에 대하여, 천연가스를 태우면 석탄을 태우는 것보다 약 45%, 석유를 태우는 것보다 약 30% 덜 CO₂가 발생한다. 킬로미터 당 이송된 기준에 있어서 LNG로부터의 배출은 파이프로 된 천연가스보다 낮다. 이것은 다량의 가스가 러시아로부터 수천 킬로미터 파이프화 되는 유럽에서 특별한 이슈가 되었다. 그러나, LNG로 이송된 천연가스의 배출은 수송과 연관된 배출로서의 연소라는 점에서 지역에서 발생한 천연가스로 생성된 것보다 더 높았다. 그러나 미국의 West Coast에서는 3 개의 새로운 LNG 수입 터미널이 제안되었을 때, Pacific Environment, Ratepayers for Affordable Clean Energy(RACE), Rsing Tide와 같은 환경 단체들은 그것을 반대하는 움직임을 보였다. 그들은 천연가스 전력 플랜트가 동급의 석탄 전력 플랜트의 약 1/2 이산화탄소를 배출하는 반면에, 천연가스만을 태우는 것보다 플랜트로 LNG를 생산하고 수송하는 데 요구되는 천연가스의 연소로 20~30% 더 많은 이산화탄소가 더해진다고 주장하였다.

### 안정성과 사고
천연 가스는 일종의 연료이고 가연성 성분이다. 안전하고 신뢰성 있는 동작을 보장하기 위해서는 특별한 측정이 LNG 시설의 설계, 건설, 동작 단계에서 행해져야 한다.
액체 상태에서 LNG는 폭발하지 않고 탈 수도 없다. LNG를 태울 경우 먼저 증기로 하고 적절한 비율로 공기와 혼합해야하고(점화 범위는 5% ~ 15%), 발화되어야 한다. 누설의 경우에는 LNG는 급속하게 기화되어 가스(메탄과 미량의 가스)로 바뀌고 공기와 혼합된다. 만일 이 혼합물이 폭발 범위에 있게 되면, 발화 및 열적 발화의 위험을 일으키는 점화의 위험이 있다.
LNG에 의해 가는 자동차로부터 가스가 새면 1 주일보다 긴 동안에 실내에 주차되어 있다면 폭발의 위험이 생길 수도 있다. 추가적으로 낮은 온도 때문에, LNG로 가는 자동차의 재충전은 동상의 위험을 피하기 위한 교육이 필요하다.
LNG와 관련되거나 LNG를 포함하는 몇 가지 온-사이트 사고는 다음과 같다.
- 1994년 10월 20일. East Ohio Natural Gas 사는 Cleveland, Ohio에 있는 LNG tank에서의 고장을 겪었다. 128명이 폭발과 화염으로 죽었다. 탱크는 제방식 유지벽을 가지고 있지 않았고, 금속 배급이 엄격한 세계 2차 대전 중에 만들어졌다. 탱크의 철은 극도로 낮은 양의 니켈을 포함하여서 LNG의 극저온 특성에 노출될 때 부서지기 쉬운 것을 의미했다. 탱크는 파열되어 LNG가 도시 하수 시스템으로 흘러 들어갔다. LNG가 기화되어 가스로 변화하여 폭발하고 화재가 발생하였다.

- 1979년 10월 6일. Maryland의 Lusby에서 Cove Point LNG 시설에서 펌프의 씰에 문제가 발생하여 천연가스 증기가 누출되었다.(LNG는 아니다.) 이것이 전기 도관에 흘러 들어가서 모였다. 작업자가 회로차단기를 차단하자 가스증기가 점화되었다. 그에 따른 폭발로 작업자가 사망하고, 매우 심각하게 부상당하거나 건물에 큰 피해가 발생하였다. 안정성 해석은 그 당시에 요구되지 않았고 시설의 기획, 설계, 건축 동안에도 수행되지 않았다. 국가적인 화재법이 이 사고의 결과로 변경되었다.

- 2004년 1월 19일. 알제리의 Skikda. Sonatrach LNG 액화 시설의 폭발. 27명이 죽었으며, 56명이 부상을 당했다. 3개의 LNG 트레인이 파괴되었고, 해양 정박지가 파손되었으며 2004년 연간 생산량은 76% 수준으로 떨어졌다. 전체 손실은 9억 달러였다. LNG 액화 트레인의 일부인 스팀 보일러가 폭발하여 대규모 탄화수소가스가 발생했다. 폭발은 프로판과 에탄 정제 저장이 되는 곳에서 일어났다. 유니트의 사이트 분포는 폭발의 도미노 효과를 발생시켰다. LNG 또는 LNG 유증기 또는 액화 과정의 탄화수소 가스가 폭발을 시작했는지 불분명하게 남아있다. US Goverment Team Site Inspection of the Sonatrach Skikda LNG Plant in Skikda, Algeria(2004년 3월 12일~16일)의 보고서에서 냉각(액화) 프로세스 시스템으로부터 탄화수소의 누설이 있었다고 인용했다.

## 같이 보기
- 액화석유가스(LPG)
- 압축천연가스(CNG)

## 기타 출처
- The Global Liquefied Natural Gas Market: Status and Outlook - (Adobe Acrobat *.PDF document)
- California Energy Commission: The Outlook for Global Trade in Liquefied Natural Gas Projections to the Year 2020 보관됨 2009-02-26 - 웨이백 머신 - (Adobe Acrobat *.PDF document)
- Guidance on Risk Analysis and Safety Implications of a Large Liquefied Natural Gas (LNG) Spill Over Water - (Adobe Acrobat *.PDF document)
- The International Group of Liquefied Natural Gas Importers (GIIGNL)
- The LNG Industry 2008 - (Adobe Acrobat *.PDF document)
- Society of International Gas Tanker and Terminal Operators World LNG Industry Standards